# São Francisco da Serra
São Francisco da Serra es una freguesia portuguesa del concelho de Santiago do Cacém, con 51,53 km² de superficie y 890 habitantes (2001). Su densidad de población es de 17,3 hab/km².

## Hijos ilustres
- Antonio Chainho, guitarrista.